# Паліано
Паліано (італ. Paliano) — муніципалітет в Італії, у регіоні Лаціо, провінція Фрозіноне.
Паліано розташоване на відстані близько 50 км на схід від Рима, 31 км на північний захід від Фрозіноне.
Населення — 8336 осіб (2014).
Щорічний фестиваль відбувається 30 листопада. Покровитель — Андрій Первозваний.

## Демографія
Населення за роками:

Станом на 1 січня 2023 року в муніципалітеті офіційно проживало 310 іноземців з 33 країн, серед них 195 громадян країн Євросоюзу та 8 громадян України.

## Сусідні муніципалітети
- Ананьї
- Коллеферро
- Гавіньяно
- Дженаццано
- Олевано-Романо
- Пільйо
- Сеньї
- Серроне
- Ф'юджі